# CS Dinamo Bucureşti (voleibol masculino)
CS Dinamo București es un equipo de voleibol rumano de la ciudad de Bucarest. Fundado en 1948 forma parte del club polideportivo CS Dinamo București.

## Historia
Fundado en 1948, cinco años después ganó su primer campeonato para luego convertirse en uno de los equipos más exitosos de su país gracias a los 19 títulos de campeón nacional, a pesar de que ha conseguido su último triunfo en la temporada 1994/1995. En las competiciones europeas suma tres Champions League, dos en seguidilla en 1965/1966 y 1966/1967 y la tercera en 1980/1981, además de una Recopa de Europa (actual Copa CEV) en 1978/79.

## Palmarés
- Campeonato de Rumania (19)

1952/1953, 1957/1958, 1971/1972, 1972/1973, 1973/1974, 1974/1975, 1975/1976, 1976/1977, 1978/1979, 1979/1980, 1980/1981, 1981/1982, 1982/1983, 1983/1984, 1984/1985, 1990/1991, 1991/1992, 1993/1994, 1994/1995
- Copa de Rumania (1)

2010/2011
- Champions League (3)

1965/1966, 1966/1967,1980/1981
2° lugar (3) : 1967/1968, 1973/1974, 1976/1977
- Recopa de Europa (1)

1978/1979